# 博耶羅 (科羅拉多州)
博耶羅（英語：Boyero）是位於美國科羅拉多州林肯縣的一個非建制地區。該地的面積和人口皆未知。

## 地理
博耶羅的座標為38°56′11″N 103°16′29″W / 38.93639°N 103.27472°W，而該地的平均海拔高度為1439米（即4721英尺）。